# Where No Life Dwells
Where No Life Dwells è il primo album in studio del gruppo musicale death metal svedese Unleashed, pubblicato dall'etichetta discografica Century Media Records nel 1991.

## Tracce
1. Where No Life Dwells – 0:47
2. Dead Forever – 3:00
3. Before the Creation of Time – 3:49
4. For They Shall Be Slain – 3:20
5. If They Had Eyes – 3:52
6. The Dark One – 3:39
7. Into Glory Ride – 3:21
8. ...And the Laughter Has Died – 3:22
9. Unleashed – 3:25
10. Violent Ecstacy – 3:13
11. Where Life Ends – 4:59

Durata totale: 36:47

## Formazione
- Johnny Hedlund – voce, basso
- Fredrik Lindgren – chitarra
- Tomas Olsson – chitarra
- Anders Schultz – batteria